# Edie Williams
Edie Williams (née Britt, ex-McLain et ex-Roswell) est le nom d'un personnage du feuilleton Desperate Housewives, interprété par Nicollette Sheridan.

## Développement et casting du personnage
Le personnage d'Edie Britt a été créé par le scénariste et producteur américain Marc Cherry, qui s'est inspiré du personnage de Joyce Monroe, interprété par Kathy Baker dans le film Edward aux mains d'argent de Tim Burton. Son interprète, Nicollette Sheridan, qui avait d’abord auditionné pour le personnage de Bree Van de Kamp, fut engagée en février 2004. Le 11 août, il fut annoncé que l’actrice était le 13e membre du casting principal à être engagée.
Bien que son personnage soit apprécié des critiques et des téléspectateurs, le personnage n’avait qu’un rôle minimal dans les deux premières saisons. Le créateur et producteur exécutif Marc Cherry insistait comme quoi Edie n’était qu’un personnage « destiné qu’à compliquer la vie des autres femmes au foyer ». Même si Nicollette Sheridan considérait Edie comme le cinquième personnage principal aux côtés de Bree, Susan Mayer, Lynette Scavo et Gabrielle Solis, le générique n’incluait que ces quatre personnages, excluant Edie. De plus, Marc Cherry avait pour but de ne finir la série qu'avec les quatre personnages principaux, se souciant peu d'un éventuel départ de Nicollette Sheridan.
Cependant, le congé maternité de Marcia Cross l’éloigna des plateaux le temps de quelques épisodes de la 3e saison. En conséquence, le rôle d’Edie fut développé de manière plus approfondie, considérée comme la 4e femme au foyer le temps des épisodes où Bree était absente. Une fois le personnage revenu de sa lune de miel, le rôle d’Edie resta plus ou moins important le temps des saisons 4 et 5, jusqu’à la mort du personnage.
En pleine 6e saison, les producteurs de Desperate Housewives commencèrent à réfléchir à propos de l'introduction d'un personnage dans la veine d'Edie, tout en se défendant de vouloir amener une nouvelle blonde sexy. C'est ainsi que Vanessa Williams, qui interprétait alors Wilhelmina Slater dans Ugly Betty, une autre série diffusée sur ABC, fut engagée dans la série. Le personnage qu'elle interprète dans les saisons 7 et 8, Renee Perry, partage des traits communs avec Edie : elles sont toutes deux attirantes, intelligentes et n'ont pas peur de dire ce qu'elles pensent.

### Départ de Nicollette Sheridan et avenir du personnage
En février 2009, Nicollette Sheridan annonça son départ de Desperate Housewives à la suite de la mort de son personnage, mort qui impliquerait un accident de voiture et une électrocution : à l'époque, des rumeurs disent que Nicollette Sheridan a été renvoyée à cause de sa mésentente croissante avec Marc Cherry, tandis que d'autres mettent en cause un éventuel comportement problématique de l'actrice sur les plateaux de la série,.
Lors d'une interview accordée au magazine TV Guide, la comédienne commenta cette décision en disant que tuer Edie avait été « une décision risquée qui pourrait avoir des conséquences dévastatrices ». Elle se plaignit de ne pas avoir été suffisamment mise en valeur au sein de la série en déclarant « Quand vous avez un bijou, pourquoi ne pas le polir et le montrer à tout le monde ? » et dénonça comment la série avait, selon elle, baissé en qualité depuis la 1re saison, « Quand la série a commencé, elle était différente, passionnante, dangereuse, drôle et bizarre. Mais le sentiment d'autosatisfaction a fait son apparition et c'est devenu très frustrant. »
Dans cette même interview, Marc Cherry justifia la mort d’Edie comme une décision budgétaire et créative. Selon lui, le personnage avait fait son temps dans Wisteria Lane car « Edie a couché avec tous les hommes de la série et a causé tous les problèmes possibles et inimaginables. ». De plus, cette décision permettait à la production de Desperate Housewives d'économiser environ 175 000 $ par épisode, montant du salaire de Nicollette Sheridan à l'époque.
Pour célébrer la fin de Desperate Housewives, dont la 8e saison fut la dernière, Marc Cherry expliqua vouloir rendre un hommage à toutes les personnes ayant résidé à Wisteria Lane, ce qui aurait pu inclure Edie. Bien qu'il n'ait pas donné plus de précisions concernant la forme que prendrait cet hommage et si celui-ci nécessitait la présence de Nicollette Sheridan pour tourner de nouvelles scènes, l'actrice a déclaré qu'elle ne comptait pas rejouer dans la série et ce même si elle était invitée à revenir pour une apparition finale.

### La plainte contre Marc Cherry
Le 5 avril 2010, le site TMZ, spécialisé dans l'actualité des célébrités, rapporta que Nicollette Sheridan, défendue par les avocats Mark Baute et Patrick Maloney, portait plainte contre Marc Cherry et ABC, chaine qui diffuse Desperate Housewives aux États-Unis, déclarant que Cherry l’avait giflée lors d’une répétition de tournage en septembre 2008 et qu’elle avait été renvoyée après s’être plainte auprès de la production. Dans sa plainte, Nicollette Sheridan réclama 20 millions de dollars pour licenciement abusif, blessures et détresse émotionnelle, discriminations basées sur l’âge, le genre et l’orientation sexuelle. Elle déclara également que Marc Cherry était abusif envers d’autres scénaristes et membres de l’équipe, dont Teri Hatcher, interprète de Susan Mayer, dont il aurait souhaité la mort dans un accident de voiture. ABC, défendue par l'avocat Adam Levin, répondit par communiqué en déclarant que la chaîne n’était pas au courant de cette plainte mais qu’ils avaient examiné les faits décrits par Sheridan, considérés irrecevables.
Teri Hatcher, Felicity Huffman, Marcia Cross et Eva Longoria ont assuré leur soutien par communiqué à Marc Cherry, tout comme Brenda Strong et Dana Delany. Teri Hatcher, qui avait été citée dans la plainte de Sheridan, avait même pris la peine de communiquer son soutien par le biais d'un communiqué séparé.
Le 18 avril 2010, le journal britannique Daily Express rapporta qu'ABC avait l'intention d'éviter le procès en proposant à Nicollette Sheridan un règlement à l'amiable.
En décembre 2010 et janvier 2011, Nicollette Sheridan abandonna ses poursuites pour détresse émotionnelle et coups et blessures, puis pour discriminations et harcèlement basé sur l’âge, le genre et l’orientation sexuelle.
À la suite d'une audience le 3 mai 2011, Nicollette Sheridan fut autorisée à poursuivre Marc Cherry avec le rendez-vous suivant au tribunal le 8 juin 2011. Repoussé une 1re fois au 17 octobre 2011, le procès se tiendra finalement le 27 février 2012.
La juge chargée de l'affaire, Elizabeth Allen White, a limité le montant des dommages et intérêts que pourrait percevoir Nicollette Sheridan en cas de gain de cause. Ainsi, elle n'obtiendrait que 980 000 $, soit le montant des salaires qu'elle aurait dû toucher pour la 6e saison.

## Personnalité
« Edie Britt était la divorcée la plus prédatrice à 3 kilomètres à la ronde. Ses conquêtes étaient nombreuses, variées et légendaires. Susan était face à l'ennemi, et il avait le visage d'une garce. »

— Mary Alice Young introduisant Edie dans la série, Ironie du sort (saison 1, épisode 1)
Sans être tout à fait au centre de l'histoire, Edie est un personnage important de la série. Malgré sa réputation de coureuse d'hommes avide de sexe et son rôle prédominant dans les intrigues amoureuses, elle est loin d'être un personnage creux. C'est une femme au fort caractère et dotée d'un sens de l'humour non négligeable, quoique particulier. Les remarques qu'elle ne manque jamais de faire sont certes celles d'une teigne, mais elles sonnent toujours juste : Edie est quelqu'un de très franc et dévoile petit à petit sa sensibilité et sa part d'ombre. Dans les premiers épisodes, elle est la bimbo écervelée, mais bien vite on la voit comme une femme forte, qui ne mâche pas ses mots. Elle semble savoir ce qu'elle veut bien qu'elle ne soit pas toujours aussi assurée qu'elle veuille le faire croire ; son côté passionnel la pousse parfois à faire des choses très graves, elle va jusqu'au bout de ses actes les plus malveillants sans faillir et son sens moral paraît parfois un peu limité, mais elle est de bonne compagnie dès lors qu'elle décide d'être agréable à quelqu'un. Elle révèle souvent être attristée qu'on ne l'apprécie pas toujours, malgré ses allures de forte tête et parvient tout de même à susciter la sympathie des autres femmes de Wisteria Lane, mais elle n'est jamais un membre à part entière du groupe qu'elles forment.

## Histoire du personnage

### Avant la série
« Gabrielle : On a toute besoin d'une figure paternelle, d'un modèle.
Edie : Pas tout le monde. J'ai grandi sans père, ça n'a eu aucune incidence sur mon comportement.
Lynette : Edie, à quel âge as-tu perdu ta virginité ?
Edie : Tu marques un point Lynette. »

— Gabrielle, Lynette et Edie discutant du besoin d'un père, La nonne, la brute et l'ex-truand (saison 2, épisode 9)
Edie a eu une jeunesse difficile : son père a abandonné sa famille pour aller vivre avec sa maitresse et sa fille de 10 ans. Quant à sa mère Ilene (K Callan), elle souffrait d'alcoolisme et faisait régulièrement des séjours en prison, Edie et sa sœur étaient alors placées sous la garde d'une travailleuse sociale appelée Mme Muntz. Edie a également perdu son frère qui était toxicomane. Elle a perdu sa virginité à 12 ans dans un champ.
Une fois adulte, elle devient agent immobilier et épouse Charles McLain (Greg Evigan), un médecin travaillant pour Médecins sans frontières. Elle donne naissance à leur fils Travers (Jake Cherry puis Stephen Lunsford) peu de temps après. Le couple se sépare quand Travers a deux ans et Edie laisse la garde exclusive à Charles, acceptant que son fils séjourne chez elle deux semaines par an
, car elle ne se sentait pas capable d'être une bonne mère. Elle se marie ensuite à Umberto Roswell (Matt Cedeño), un professeur de fitness, sans savoir qu'il est en réalité homosexuel.
En 2003, Edie emménage à Wisteria Lane et fait sensation auprès de ses voisines, qui ne peuvent pas s'empêcher de commérer sur elle. Parmi elles, seule Susan Mayer (Teri Hatcher) souhaite la bienvenue à Edie et les deux femmes semblent s'entendre jusqu'à ce que Susan apprenne qu'Edie couche avec un homme marié. La relation entre Edie et Susan se détériorera pour devenir aigre-douce. Edie alla même jusqu'à draguer le mari de Susan, Karl (Richard Burgi), lors d'un Noël chez une connaissance commune. La seule amie d'Edie dans le quartier est alors Martha Huber (Christine Estabrook), qui ne peut pas s'empêcher de critiquer Edie sur ses tenues légères et ses goûts discutables en matière d'hommes.
Elle divorce d'Umberto peu avant le suicide de Mary Alice Young (Brenda Strong) après qu'il lui a finalement révélé son homosexualité. Pour se consoler, elle couche avec Eli Scruggs (Beau Bridges), l'homme à tout faire du quartier. Leur aventure durera jusqu'à ce qu'elle revienne à Wisteria Lane cinq ans après son exil, mariée à Dave Williams (Neal McDonough).

### Saison 1
« Edie Britt n'a jamais pu comprendre pourquoi il n'y avait pas de femmes parmi ses amies. Bien sûr, elle passait son temps à faire croire que cela ne lui manquait pas, mais la vérité, c'était qu'Edie souffrait de voir qu'aucune femme ne semblait l'apprécier. »

— Mary Alice Young commentant le rapport qu'a Edie avec les autres femmes de Wisteria Lane, Un air de famille (saison 1, épisode 11)
Edie Britt est un agent immobilier qui est, dès le début, intéressée par Mike Delfino (James Denton) avec qui elle souhaiterait sortir. Dans le pilote, Susan met accidentellement le feu à sa maison et durant toute la saison, elle organise la reconstruction de sa maison. Les relations entre les deux femmes sont très froides et Edie n'hésite pas à provoquer Susan, toutes les deux étant presque tout au long de la série rivales en amour. Voyant que Mike ne s'intéresse pas à elle, Edie finit par mettre le grappin sur Karl, l'ex-mari de Susan, après qu'il l'a invité à l'anniversaire de sa fille Julie (Andrea Bowen). Elle tente désespérément de séparer Susan et Mike quand ils décident d'emménager ensemble en essayant de convaincre Lynette Scavo (Felicity Huffman), Gabrielle Solis (Eva Longoria) et Bree Van de Kamp (Marcia Cross) que Mike n'est pas fait pour elle, qu'il a un passé trop louche.
Le temps de la reconstruction de sa maison, elle est hébergée par son amie Martha Huber. Cette cohabitation faillit lui coûter la vie : en effet, Paul Young (Mark Moses) l'a un temps soupçonné d'être à l'origine de la lettre de menaces ayant poussé Mary Alice à se donner la mort, dans la mesure où elle possède un carnet de papier à lettres similaire au courrier accusateur. Alors que le détective privé mandaté par Paul, Jerry Shaw (Richard Roundtree), s'apprête à la tuer, elle lui révèle que ce papier à lettres appartient à Martha. Cette découverte mène Paul à tuer Martha, se rendant compte qu'elle n'éprouve aucun remords après son geste. Quant à Edie, elle couche avec Jerry le soir même.
Très affectée par la mort de son amie, elle va jusqu'au lac de Torch Lake pour disperser ses cendres, là où son mari l'avait demandé en mariage. Rongée par la culpabilité et terrorisée à l'idée que Felicia Tilman (Harriet Sansom Harris), la sœur de Martha, puisse la dénoncer à la police, seule Susan accepte d'accompagner Edie. Elle lui avoue alors avoir incendié sa maison et en échange de son silence, Edie exige d'être invitée aux soirées de poker hebdomadaires organisées par Gabrielle, Lynette et Bree, montrant ainsi son besoin d'avoir des amies, bien qu'elle ne le reconnaisse pas.
En tant qu'agent immobilier du quartier, c'est Edie qui accueille Betty Applewhite (Alfre Woodard) et son fils Matthew (Mehcad Brooks) lors de leur arrivée à Wisteria Lane. Pour de mystérieuses raisons, Betty ne semble pas vouloir qu'elle entre dans la maison pour qu'elle puisse faire faire le tour du propriétaire, rendant Edie suspicieuse.

### Saison 2
« Quand Karl t'a quittée, Susan, je pensais que c'était ta faute. C'est vrai, j'ai pensé "c'est normal, elle est pas drôle et ça doit pas être un bon coup" mais maintenant, je comprends que tu étais une victime toi aussi. Nous avons un lien Susan, on est comme deux sœurs. Il y en a même une belle et une laide ! »

— Edie se lamentant que Karl l'ait quittée pour une autre femme, L'imprévu (saison 2, épisode 20)
Dans la 2e saison, la maison d'Edie est terminée et elle demande à Karl d'emménager avec elle. Quand Susan apprend que son ex-mari fréquente Edie, elle a du mal à le supporter et la renverse sans le vouloir.
Susan apprend plus tard qu'elle a une rate ectopique et que n'ayant plus d'assurance maladie, elle ne peut pas se faire opérer. Edie lui suggère alors de faire un mariage blanc avec une de ses connaissances pour bénéficier de son assurance maladie. Lorsque le mariage échoue, Karl propose de se remarier avec Susan, sans mettre ni Edie au courant ni le petit ami de Susan, le Dr Ron McCready (Jay Harrington).
Quand ce dernier et Susan rompent, il apprend la nouvelle à Edie. Furieuse, elle exige que Karl lui paie un mariage somptueux et que ce soit Susan qui l'organise. Lors de sa fête de fiançailles, Felicia Tilman lui offre le dentier de sa défunte sœur et embarrasse Paul Young, qu'elle accuse ouvertement d'avoir tué Martha. Gênée, Edie ne remarque pas que Karl tente de reconquérir Susan, qui refuse.
Susan et Karl finissent par coucher ensemble et il rompt avec Edie peu de temps après. Un temps effondrée, sa peine fait place à sa vengeance lorsqu'elle engage Oliver Weston (John Mariano), un détective privé. Celui-ci découvre rapidement qui est la maitresse de Karl et prévoit de tout révéler à Edie jusqu'à ce que Mike, pour protéger Susan, ne le paie pour étouffer l'affaire. Entre-temps, Susan écrit une lettre à Edie pour lui avouer son aventure avec Karl. Lorsque celle-ci la reçoit, elle décide d'incendier la maison de sa rivale.
Obligée de vivre chez Bree, puis dans une caravane, Susan décide de faire avouer à Edie qu'elle est coupable de l'incendie à l'aide d'un mouchard pour accélérer le dédommagement de son assurance. Edie découvrant qu'elle l'espionne, elle et Susan commencent à se battre jusqu'à ce qu’Edie trébuche et fasse tomber une ruche d'abeilles qui la piquent sur tout le corps. À l'hôpital, Susan essaie de faire un marché avec Edie pour qu'elle ne soit pas poursuivie par la justice mais celle-ci refuse.

### Desperate Housewives: Le Jeu
Dans le jeu adapté de la série, qui se passe quelque part entre les saisons 2 et 3, Edie est toujours avec Karl et fait partie intégrante du groupe des Housewives. C'est elle qui fait visiter la maison où la femme au foyer contrôlée par le joueur habite dans le 1er épisode.
Après le tour du propriétaire, le joueur la surprend en train de fouiller sa boite aux lettres pour récupérer une lettre à son nom contenant une boite de pilules. Si le joueur ne lui rend pas immédiatement, il apprend plus tard que ces pilules lui ont été envoyées par Earl Winston, le pharmacien local, qui semble obsédé par Edie depuis que celle-ci lui a fait des avances.
On apprend également qu'Edie a fait partie d'un couvent après avoir quitté le lycée.

### Saison 3
« Susan : C'est pas comme ça que ça finit ! Le mal ne triomphe pas du bien !
Edie : Donc à tes yeux, je suis le mal ?
Susan : Oui t'as tout compris ! Tu mens, tu triches, t'es la reine des complots, tu sabotes les plus belles relations. Je me demande comment tu peux dormir la nuit !
Edie : D'ici peu, j'aurai Mike comme couverture, si tu vois ce que je veux dire... »

— Susan et Edie se battant pour Mike, L'art du sabotage (saison 3, épisode 5)
Dans la 3e saison, le neveu d'Edie, Austin (Josh Henderson) vient s'installer à Wisteria Lane après s'être battu avec le nouvel amant de sa mère. Austin et la fille de Susan, Julie, commencent à passer du temps ensemble. Edie met alors Julie en garde en lui disant qu'Austin est un mauvais garçon qui n'est pas pour elle mais Julie refuse de l'écouter et reste avec lui.
Comme plusieurs autres personnages, Edie est impliquée dans la prise en otage du supermarché mais elle est protégée tout du long en s'enfermant dès le début dans un local. Carolyn Bigsby (Laurie Metcalf), qui tient le supermarché armée d'un pistolet, la menace lorsqu'elle la soupçonne d'avoir une liaison avec son mari Harvey (Brian Kerwin). Une fois Carolyn tuée par une des otages, Edie est libérée.
Edie ne fait plus partie du groupe d'amies formé par Bree, Gabrielle, Lynette et Susan depuis qu'elle a incendié la maison de cette dernière. Elle profite de la perte de mémoire de Mike pour prendre sa revanche contre Susan en lui racontant des horreurs sur elle pour réussir enfin à sortir avec lui, mais elle laisse tomber ce dernier quand il est arrêté pour le meurtre de Monique Pollier (Kathleen York), un meurtre en fait commis par Gloria Hodge (Dixie Carter), la mère d'Orson (Kyle MacLachlan), nouveau mari de Bree.
Pendant que son fils Travers séjourne chez elle, Edie met le grappin sur Carlos Solis (Ricardo Antonio Chavira) et profite du fait qu'il désire plus que tout avoir un enfant en lui faisant croire qu'elle veut tomber enceinte de lui alors qu'elle utilise des pilules contraceptives. Dans le dernier épisode de la saison, Carlos découvre la vérité et la quitte. Sous le chagrin, Edie se pend, entourée des photos d'elle et Carlos.

### Saison 4
« Susan : On t'invitera plus à jouer au poker, aucune de nous discutera avec toi, on te fera plus coucou en te voyant faire ton jogging. Dorénavant, tu es invisible.
Gabrielle : Et on veillera à ce que toutes les femmes à 10 kilomètres à la ronde sachent que tu es une pourriture !
Lynette : On a essayé d'être tes amies mais tu comprends pas ce que c'est que des amies. Alors maintenant, on va être quelque chose que tu comprends.
Edie : Attendez les filles, je reconnais que je suis allée trop loin. Excusez-moi, je suis vraiment désolée.
Bree : Vous avez entendu quelque chose ?
Gabrielle, Lynette et Susan : Non.
Bree : Moi non plus ! »

— Lynette, Bree, Susan et Gabrielle ne considérant plus Edie comme faisant partie de leur groupe, L'amour maternel (saison 4, épisode 15)
Dans la 4e saison, on apprend que le suicide d'Edie n'était qu'une mise en scène, dans le but de reprendre Carlos. L'histoire tourne mal, car elle lâche trop tôt la poutre qui devait la retenir jusqu'au tout dernier moment, et Carlos ne la sauve quin extremis. Elle profite néanmoins de la situation pour que Carlos reste avec elle. Elle découvre plus tard que Carlos cache un compte off-shore, et décide alors d'utiliser cette information pour le faire chanter afin qu'il accepte de l'épouser. Sachant son fiancé peu enthousiaste, elle découvre que celui-ci la trompe avec Gabrielle. Edie décide d'engager un détective pour le prouver et montre les photos prises par celui-ci au maire Victor Lang (John Slattery), le mari de Gabrielle.
Profitant de la dispute de Bree et d'Orson autour de la tentative de meurtre de celui-ci sur Mike, et du fait que Bree l'ait mis à la porte, elle le fait emménager chez elle. Elle le séduit mais il semble lui résister et ne lui accorde qu'un seul baiser.
Edie, ayant découvert l'origine de Benjamin Hodge qui est en réalité le fils d'Austin et de Danielle (Joy Lauren), la fille de Bree, et après avoir raté une vente à cause de cette dernière qui lui en voulait pour Orson, elle a la mauvaise idée de faire chanter Bree en la menaçant de révéler le secret de son fils. Bree réagit rapidement et dévoile d'elle-même cette vérité à ses amies, qui, décidant qu'Edie a dépassé les bornes, lui font savoir qu'elles sont désormais ennemies. Celle-ci, voyant que cette décision de mise en quarantaine est tout à fait sérieuse, décide de quitter Wisteria Lane pour la ville où habite son fils Travers.

#### Cinq ans plus tard
Pendant le laps de temps qui sépare le dernier épisode de la 4e saison et le début de la 5e saison, Edie rend régulièrement visite à Orson, qui est emprisonné pour avoir renversé Mike. Lorsque Bree l'apprend, elle va lui rendre visite pour s'assurer qu'elle n'a pas des vues sur lui. En réponse, Edie lui demande pourquoi elle ne va pas le voir et lui fait comprendre que c'est par amour qu'il s'est rendu à la police, la faisant se sentir coupable de ne pas lui rendre visite.

« Ce fut un long voyage pour David Williams. Il l'avait entamé des années auparavant mais se souvenait de chaque pas : il se revoyait [...] se promenant dans un hôtel plusieurs semaines après avoir été libéré et tombant nez à nez avec une ravissante blonde, marchant bras dessus bras dessous pour aller dire oui à la femme qui s'avéra vivre dans la même rue que l'homme qui avait tué sa famille. »

— Mary Alice rappelant la rencontre entre Edie et Dave, Un long voyage (saison 5, épisode 12)
Edie fait ensuite la connaissance d'un certain Dave Williams, un intervenant lors d'un salon de l'immobilier à Las Vegas. Ils se marient quelques semaines plus tard et décident de s'installer à Wisteria Lane, bien qu'Edie n'y soit pas très favorable.

### Saison 5
« Susan : Edie, c'est vraiment toi ?
Edie : Tu connais d'autres femmes de mon âge aussi bien carrossées ? »

— Edie annonçant son retour à Fairview, Comme le temps passe… (saison 5, épisode 1)
Edie revient à Wisteria Lane mariée avec un étrange homme nommé Dave Williams qui tente de la convaincre d'être plus aimable avec ses voisines. On découvre ensuite que Dave s'est marié à Edie en partie pour se venger de Mike qui aurait tué sa femme, Lila Dash (Marie Caldare) et sa fille, Paige (Madeleine Michelle Dunn), dans un tragique accident de voiture. Edie surprend un moment Dave dans un état second en train de parler à sa défunte épouse, et, choquée qu'il lui ait caché avoir été marié, lui demande de quitter la maison, mais ils se réconcilient vite.
Plus tard, alors que Dave et Edie se rendent chez un caviste, un prêtre accoste Dave et dit le reconnaître, ce qu'il nie. Edie interroge alors le père qui l'informe sans le savoir que le véritable nom de Dave est "Dash", et non Williams. Edie fait donc une recherche sur son mari pour en savoir plus sur lui, et se rend aux archives du journal local où elle apprend que la femme et la fille de Dave ont été tuées dans un accident de voiture. Elle pose alors des questions détournées à son mari et Dave lui avoue qu'un ami (qui est bien sûr lui-même en réalité) avait une fille qui est morte dans un accident de voiture à l'âge de trois ans et qu'elle était toute sa vie.
Toujours bien déterminée à en savoir plus au sujet de Dave, Edie continue ses recherches et découvre alors grâce à l'archive d'un ancien numéro du journal local qu'on lui a faxé que c'est Mike qui a tué la fille et la femme de Dave par accident. Alors que Dave est parti camper avec Mike et Katherine Mayfair (Dana Delany), elle lui envoie alors immédiatement un SMS pour lui dire qu'elle sait tout, faisant rater son intention de tuer Katherine pour faire souffrir Mike.

#### Mort
« Je me suis toujours demandée pourquoi tu avais tant insisté pour qu'on habite Wisteria Lane. »

— Edie confrontant Dave à propos de ses intentions machiavéliques, Un plan d'une grande simplicité (saison 5, épisode 18)
Chez elle, Susan Mayer commence à manger un burrito réchauffé au micro-onde.
Chez elle, Gabrielle Solis s'applique de la pommade hydratante.
Chez lui, Tom Scavo regarde un film pornographique.
Lorsque Dave Williams rentre du camping, Edie lui demande des explications directes et comprend qu'elle n'était qu'une couverture pour qu'il se rende à Wisteria Lane et se venge de l'homme qui a brisé sa vie. Elle veut donc appeler Mike pour tenter de l'avertir du danger qui le guette, mais Dave en tentant de l'arrêter lui serre le cou presque jusqu'à l'étrangler.
Orson Hodge, qui allait cambrioler une vieille femme, se fait frapper par cette dernière et sort dans la rue.
Désorientée, en pleurs et effrayée, Edie s'enfuit en voiture et manque de renverser Orson et rentre dans un poteau électrique. Edie sort de sa voiture mais marche dans une flaque d'eau et se fait électrocuter par un câble électrique.
Edie meurt dans l'épisode suivant quelques minutes plus tard, entourée par tous ses voisins.

## Apparitions post-mortem

### Saison 5
« Gabrielle : OK, j'en ai un. J'y vais, Edie Britt était sexy.
Bree : Perspicace.
Lynette : Forte.
Karen : Magnifique.
Susan : Je veux quatre mots. Ça va ! Je veux lui rendre justice et pour cela, j'ai besoin de quatre mots. Pourquoi vous râlez ?
Gabrielle : Elle aurait pas du tout été surprise que tu viennes gâcher ce moment.
Lynette : On t'écoute Susan, quels sont tes quatre mots pour Edie ?
Susan : Unique en son genre. »

— Gabrielle, Bree, Lynette, Karen et Susan rendant un dernier hommage à Edie, Les adieux de mes amies (saison 5, épisode 19)
Dans le même épisode, Dave charge Gabrielle, Lynette, Bree, Susan et Karen de partir voir le fils d'Edie, Travers, afin de lui apprendre la triste nouvelle et lui remettre les cendres de sa défunte mère.
Pendant le voyage, chacune des filles se remémore un moment-clé avec Edie : Susan se rappelle leur première rencontre et du fait qu'elles avaient été bonnes amies jusqu'au moment où elle apprit qu'Edie couchait avec un homme marié (ce qui fut la genèse de leur relation conflictuelle), Lynette se rappelle comment Edie lui a permis de se battre efficacement contre son cancer en la traînant dans un bar, Bree se rappelle leur rencontre alors qu'elle rechignait à rendre visite à Orson, alors en prison, Gabrielle se rappelle une bien triste prédiction que lui avait fait Edie après leur compétition amicale dans un bar et enfin Karen fait comprendre à Travers quel déchirement Edie a dû supporter en décidant d'accorder sa garde exclusive à son ex-mari. Cependant, Travers leur dit que ce sont elles ses meilleures amies, et que c'est à elles de répandre les cendres. Les cendres d'Edie sont donc finalement dispersées partout dans Wisteria Lane, là où elle vivait autrefois.

« Et c'est ainsi que Wisteria Lane est devenu ma dernière demeure. Mes cendres ont été dispersées sur une pelouse que j'avais foulée, au pied d'un arbre qui m'avait donné de l'ombre, au-dessus de roses que j'avais admirées, et près d'une clôture par-dessus laquelle j'avais échangé des potins. Une fois les adieux de mes amies terminés, un vent s'est levé et a emporté dans les airs ce qu'il restait de moi. En regardant le monde de là-haut, j'ai commencé à lâcher prise, à quitter les petites clôtures blanches, les voitures dans les allées, les tasses à café et les aspirateurs. J'ai laissé ces choses apparemment si ordinaires mais qui mises ensemble constituent une vie. Une vie qui, pour ma part, a vraiment été unique en son genre. Je vais vous dire quelque chose, ce n'est pas dur de mourir quand on sait qu'on a bien vécu. Et j'ai bien vécu, oh ça oui ! »

— La dernière réplique d'Edie, Les adieux de mes amies (saison 5, épisode 19)
Edie fait une très brève apparition dans Comment je me suis disputé ma vie de famille comme hallucination de Dave. Elle lui suggère d'aller tuer le fils de Susan, M.J. (Mason Vale Cotton) dès qu'il le peut pour la faire souffrir au lieu d'attendre de le noyer lors d'un séjour à la pêche. Elle disparaît ensuite en même temps que toutes les hallucinations de Dave.

### Saison 6
« Lee : Je débute dans le métier, ça fait qu'une semaine que je suis dans l'immobilier.
Nick : Toutes mes félicitations. Belle maison pour un premier mandat !
Lee : J'ai eu beaucoup de chance, la femme qui vendait tous les biens du quartier s'est plantée en voiture, elle s'est payée un poteau électrique. Du coup, elle est morte électrocutée.
Nick : Encore toutes mes félicitations. »

— Lee expliquant qu'il est le nouvel agent immobilier couvrant Wisteria Lane, Les portes closes (saison 6, épisode 1)
Lors du 1er épisode de la 6e saison, Lee McDermott (Kevin Rahm) reprend l'affaire immobilière d'Edie et lors de la visite de l'ancienne maison des Young faite à la famille Bolen, il explique la mort de cette dernière aux nouveaux voisins. Il fera une visite du même type à la fin de la saison lorsqu'il louera la maison de Susan à Paul Young, de retour dans le quartier.
Dans le 11e épisode de la saison, intitulé Et si..., Susan rêve de la vie qu’elle aurait eu si elle était restée mariée à Karl après son infidélité avec Brandi (Anne Dudek). Alors qu’il la quitte finalement, elle aperçoit Mike accompagné de sa compagne, enceinte et blonde. Cette femme en question pourrait bien être Edie, puisque pendant la 1re saison, Susan était le seul obstacle qui l’empêchait d’être avec Mike. Si elle était restée mariée, cela n’aurait pas été le cas.

### Saison 7
« Lynette : Tu sais quand je n'ai pas envie de te tuer, je suis contente au fond que tu sois dans le coin.
Renee : C'est bon à savoir d'autant que je viens de louer le bungalow le plus mignon qu'il puisse y avoir dans Wisteria Lane.
Lynette : Tu plaisantes ? L'ancienne maison d'Edie ? Alors là je dois dire que c'est vraiment...
Renee : Fantastique ?
Lynette : Très proche. »

— Renee apprenant à Lynette qu'elle compte emménager dans l'ancienne maison d'Edie, Soulager sa douleur (saison 7, épisode 2)
La 7e saison est marquée par l'arrivée d'une nouvelle venue dans le voisinage : Renee Perry (Vanessa Williams), une ancienne copine de fac de Lynette. Elle a d'ailleurs le même caractère qu'Edie : elles n'ont pas leur langue dans leur poche, utilisent leurs charmes pour parvenir à leurs fins et ont toutes deux une relation passive-agressive avec une de leurs amies, Susan pour Edie et Lynette pour Renee.
Dans le 2e épisode de la 7e saison, Renee loue l'ancienne maison d'Edie pour pouvoir être plus proche de Lynette, qui ne semble pas plus enchantée que ça.